# Benoît Régent
Benoît Régent (Nantes, Frankrijk, 19 december 1953 - Zürich, Zwitserland, 21 oktober 1994) was een Franse acteur. Régent was het meest bekend door zijn werk in de Franse films La diagonale du fou uit 1984, La Bande des quatre uit 1989, Trois couleurs: Bleu uit 1993 en Trois couleurs: Rouge uit 1994.

## Biografie
Régent werd op 19 december 1953 geboren in Nantes, Frankrijk. Régent werd toegelaten tot het Nationaal Conservatorium voor Dramatische Kunst in Parijs, het onderwijs van acteurs Antoine Vitez en Jean-Paul Roussillon.
Régent debuteerde op het podium in 1970 in Tête d'or van Paul Claudel, geregisseerd door Denis Llorca. In 1974 speelde Régent in Troilus en Cressida van Shakespeare en Pity She's a Whore van John Ford. Het succes van deze shows, die met weinig middelen werden uitgevoerd, lanceerde de carrière van Régent. In de bioscoop werd Régent voor een lange tijd beperkt tot secundaire rollen, totdat hij in La Diagonale du fou speelde, wat hem een nominatie opleverde voor een César in 1985. Hij bereikte uiteindelijk belangrijke rollen in films als Une flamme dans mon cœur (1986) van Alain Tanner, La Bande des quatre (1988) van Jacques Rivette en J'entends plus la guitar (1991) van Philippe Garrel. Hij kreeg meer publieke erkenning door te verschijnen in Trois couleurs: Bleu (1993) en Trois couleurs: Rouge (1994) van Krzysztof Kieslowski.
In 1989 trouwde Régent met Maryline Canto.
Régent stierf op 21 oktober 1994 in Zürich aan aneurysma. Hij werd begraven op de begraafplaats van Bagneux.

## Filmografie

### Films
Inclusief korte films
| Jaar | Titel                              | Rol                  |
| ---- | ---------------------------------- | -------------------- |
| 1980 | La femme intégrale                 | Jacques              |
| 1980 | La Peau de chagrin                 | Bixiou               |
| 1981 | Peer Gynt                          | Un jeune homme       |
| 1982 | L'indiscrétion                     | L'employé de la FNAC |
| 1983 | Un dimanche de flic                | Makovski             |
| 1983 | Stella                             | Chef F.F.I           |
| 1983 | La java des ombres                 | Le dealer            |
| 1984 | La diagonale du fou                | Barabal              |
| 1984 | Mon ami Washington                 | Jacques Trentin      |
| 1985 | Train d'enfer                      | Jouffroy             |
| 1985 | L'été prochain                     | Le médecin           |
| 1985 | Rouge-gorge                        | Philippe Page        |
| 1985 | Subway                             | Le Vendeur           |
| 1985 | Spécial police                     | Livio                |
| 1986 | Bleu comme l'enfer                 | Henri                |
| 1986 | Un homme et une femme, 20 ans déjà | Un infirmier         |
| 1986 | 'Round Midnight                    | Psychiatrist         |
| 1986 | Noir et blanc                      | N/A                  |
| 1986 | La maison de fer                   | N/A                  |
| 1986 | L'iguane                           | N/A                  |
| 1987 | Une flamme dans mon coeur          | Pierre               |
| 1987 | Nouilles                           | Un client            |
| 1988 | L'île aux oiseaux                  | Vincent              |
| 1988 | Accord parfait                     | Le père              |
| 1988 | La maison de Jeanne                | Pierre               |
| 1988 | Savannah                           | Le pompiste          |
| 1989 | La Bande des quatre                | Thomas               |
| 1989 | A Soldier's Tale                   | Father Superior      |
| 1989 | Bunker Palace Hôtel                | Nikolaï              |
| 1990 | Dr. M                              | Stieglitz            |
| 1990 | Jean Galmot, aventurier            | Alexandre Stavisky   |
| 1991 | J'entends plus la guitare          | Gerard               |
| 1991 | Pierre qui roule                   | Pierre               |
| 1991 | F.X. Messerschmidt - sculpteur     | N/A                  |
| 1992 | Épiderme                           | N/A                  |
| 1993 | Trois couleurs: Bleu               | Olivier              |
| 1993 | Jeux d'enfants                     | Vincent              |
| 1993 | Grand bonheur                      | Bernard              |
| 1993 | Attendre le navire                 | N/A                  |
| 1994 | Trois couleurs: Rouge              | Olivier              |
| 1994 | Du fond du coeur                   | Benjamin Constant    |
| 1995 | En mai, fais ce qu'il te plaît     | Jean-Claude          |
| 1995 | ...à la campagne                   | Benoît               |
| 1995 | Noir comme le souvenir             | Dr. David Wahl       |

### Series
| Jaar | Titel       | Rol        |
| ---- | ----------- | ---------- |
| 1986 | Série noire | Malard     |
| 1993 | Monologues  | Le Gardien |

## Theater
| Jaar | Titel                                                                                             | Regisseur                             |
| ---- | ------------------------------------------------------------------------------------------------- | ------------------------------------- |
| 1974 | Troïlus et Cressida door William Shakespeare                                                      | Stuart Seide                          |
| 1975 | Dommage qu'elle soit une putain door John Ford                                                    | Stuart Seide                          |
| 1977 | Le Misanthrope door Molière                                                                       | Jean-Paul Roussillon                  |
| 1978 | Rimbaud, of The Son of the Sun door Lorenzo Ferrero                                               | N/A                                   |
| 1983 | Les Paravents door Jean Genet                                                                     | Patrice Chéreau                       |
| 1984 | Edouard II door Peter Marlowe                                                                     | Jean-Hugues Anglade                   |
| 1991 | Le Cas Müller II - Rivage à l'abandon, Matériau-Médée, Paysage avec Argonautes door Heiner Müller | Jean-François Peyret, Jean Jourdheuil |
| 1991 | Le Cas Müller III Quartett van Heiner Muller                                                      | Jean-François Peyret, Jean Jourdheuil |
| 1992 | Chef-lieu door Alain Gautré                                                                       | Jean-Claude Fall                      |
| 1992 | La Compagnie des hommes van Edward Bond                                                           | Alain Françon                         |

## Prijzen
| Jaar | Prijs  | Categorie                                                    | Resultaat   |
| ---- | ------ | ------------------------------------------------------------ | ----------- |
| 1985 | Césars | Award voor meest veelbelovende acteur in La Diagonale du fou | Genomineerd |

- Bibliothèque nationale de France: cb139529991 (data)
- Gemeinsame Normdatei: 1179380347
- International Standard Name Identifier: 0000 0000 5888 4030
- Library of Congress Control Number: nr98000512
- Nationale Bibliotheek van Tsjechië: xx0181829
- SNAC: w6n88780
- Système universitaire de documentation: 055738168
- Virtual International Authority File: 61737824
- WorldCat: E39PBJvRX9bhgDdtv3p8GX6VG3